# Wyścigowe Samochodowe Mistrzostwa Polski 2006
Sezon 2006 był pięćdziesiątym sezonem Wyścigowych Samochodowych Mistrzostw Polski. Liczył siedem eliminacji. Jego inauguracyjna eliminacja odbyła się w dniach 29–30 kwietnia na torze w Brnie, natomiast ostatnia eliminacja miała miejsce w dniach 13–14 października na torze w Poznaniu.

## Mistrzowie
| Klasa               | Kierowca                          | Samochód               | Zespół                                                 |
| ------------------- | --------------------------------- | ---------------------- | ------------------------------------------------------ |
| DSMP                | Robert Lukas Maciej Marcinkiewicz | Porsche 996 GT3 Cup    | Fuchs Start Moto Racing                                |
| DSMP do 3500        | Fabio Ghizzi Enrico Buscema       | Lancia Delta Integrale | Ghizzi, Buscema                                        |
| DSMP do 2000        | Maciej Tomaszewski Marcin Wydra   | Alfa Romeo 156         | Tomaszewski Maciej                                     |
| DSMP do 1600        | Maciej Garstecki Dariusz Nowicki  | Fiat Panda             | Garstecki, Nowicki                                     |
| DSMP do 1150        | Jan Sędek jr Leszek Patan         | Fiat Seicento          | Sędek, Patan                                           |
| Grand Prix Polski   | Maciej Stańco                     | Porsche 997 GT3 Cup    | Automobilklub Kielecki - Fuchs Start Moto Racing       |
| H-3500              | Robert Kisiel                     | Seat Leon              | Automobilklub Rzemieślnik                              |
| H-2000              | Karolina Czapka                   | Renault Clio RS        | Automobilklub Wielkopolski - Kartex Karolina Autosport |
| A-1150              | Tomasz Skinder                    | Fiat Seicento          | Automobilklub Rzemieślnik                              |
| N-1150              | Marcin Przybyszewski              | Fiat Seicento          | Automobilklub Rzemieślnik                              |
| Formuła Super Sport | Michał Gil                        | Reynard 913            | Automobilklub Kielecki                                 |
| E-2000              | Maurycy Kochański                 | Reynard 893            | Automobilklub Rzemieślnik                              |